# Гермесів курган
Гермесів курган — скіфський курган в кінці IV ст. до н.е., знаходився в групі з декількох насипів за 1 кілометр на захід від села Мар'ївка (колишній Геремесів Хутір) Запорізького району Запорізької області.
Досліджено у 1859 році російським археологом І. Є. Забеліним. Під насипом, висотою 6,5 м та діаметром 55 м, що був посилений кам'яною крепідою, оточений ровом та валом, було відкрито дві пограбовані могили-катакомби. Головною знахідкою є велика золота платівка з схематичним зображенням військової сутички вершника з піхотинцем.
| Атерійський наконечник | Це незавершена стаття з археології. Ви можете допомогти проєкту, виправивши або дописавши її. |